# Abel Chivukuvuku
Abel Apalanga Chivukuvuku, född den 11 november 1957 i Luvemba, Huamboprovinsen, Angola, är en angolansk politiker som var ordförande för UNITA i det angolanska parlamentet från oktober 1998 till september 2000. Han är medlem av det panafrikanska parlamentet för Angola sedan 2004.